# Manzanal del Barco
Manzanal del Barco – gmina w Hiszpanii, w prowincji Zamora, w Kastylii i León, o powierzchni 26,4 km². W 2011 roku gmina liczyła 155 mieszkańców.